# Lijst van commandeurs in de Leopoldsorde
Dit is een lijst van commandeurs in de Leopoldsorde over wie een artikel in de Nederlandstalige Wikipedia is opgenomen. Belgen zijn opgenomen onder het tussenvoegsel van hun naam.

## A
- Peter Adriaenssens
- Magda Aelvoet
- Conny Aerts
- Karel Anthonissen

## B
- Barbara Baert
- André Bourgeois
- Pieter Braecke
- Dirk Brossé
- Christian Brotcorne
- Louis Buisseret
- Karl von Bülow

## C
- Robert Cailliau
- Herman Candries
- Jean-Jacques Cassiman
- Benoît Cerexhe
- Jos Chabert
- Paul-Jean Clays
- Kim Clijsters
- Marc Compernol
- John Cornet d'Elzius
- Hilde Crevits

## D
- Georges Danloy
- Georges Thierry d'Argenlieu
- José Daras
- Sonja De Becker
- Georges Janssens de Bisthoven
- Catherine De Bolle
- Jaime de Borbón
- Luc De Bruyckere
- Monica De Coninck
- Pieter De Crem
- Jan De Crem
- Robert de Foy
- Karel De Gucht
- Charles-Henri Delcour
- Hippolyte Delehaye
- Bart De Strooper
- Leona Detiège
- Noël Devisch
- Albrecht De Vriendt
- Louis D'haeseleer
- Jacob Devers
- Marc du Bois[1]

## E
- Fred Erdman

## F
- Guido Fonteyn

## G
- Alicja Gescinska
- Michaël Ghijs
- Cécile Goor-Eyben
- Peter Goossens[2]
- Derrick Gosselin

## H
- Michel Hofman

## J
- Georges Jacobs

## K
- Godefroid Kurth

## L
- Geert Laire
- Raymond Lallemant[3][4]
- Steven Laureys
- Ingrid Lieten
- Anne-Marie Lizin
- Jerzy Łukaszewski
- Jacques Laverge

## M
- Paul Magnette
- Philippe Mahoux
- Marcellin Marbot
- Hendrik Willem Mesdag
- Philippe Moureaux
- Reginald Moreels

## N
- Marie Nagy
- Willy Naessens

## P
- Lydia Peeters
- Charles Piot

## R
- Armand Rassenfosse
- Jean Reyers
- Jean-Baptiste Robie

## S
- Philippe Samyn
- Joke Schauvliege
- Jan Evert Scholten
- Pieter Smidt van Gelder
- Godefroid Stas
- Steve Stevaert
- René Stockman

## T
- Marleen Temmerman[2]

## V
- August Van Daele
- Herman Vanderpoorten
- Jo Vandeurzen
- Rik Van de Walle
- Gerard Van Caelenberge
- Frederik Vansina
- Maurice Verbaet
- Mariette Verrycken
- Alfred Verwee
- Christiane Vienne
- Philippe Vlerick
- Victor Vreuls

## W
- Frans Weisglas
- Dirk Wauters
- Sophie Wilmès